# Бачинива (муниципалитет)
Бачи́нива (исп. Bachíniva) — муниципалитет в Мексике, штат Чиуауа с административным центром в одноимённом посёлке. Численность населения, по данным переписи 2010 года, составила 6011 человек.

## Общие сведения
Название Bachíniva с языка тараумара можно перевести как «цветущая кукуруза».
Площадь муниципалитета равна 952 км², что составляет 0,38 % от общей площади штата, а наивысшая точка — 2122 метра, расположена в поселении Лос-Алисос.
Он граничит с другими муниципалитетами штата Чиуауа: на севере и западе с Намикипой, на востоке с Куаутемоком, и на юге с Герреро.

## Учреждение и состав
Муниципалитет был образован в 1837 году, в его состав входит 50 населённых пунктов, самые крупные из которых:
| Код INEGI | Населённый пункт                                                             | Численность населения (2005 год) | Численность населения (2010 год) |
| --------- | ---------------------------------------------------------------------------- | -------------------------------- | -------------------------------- |
| 006       | Всего                                                                        | 5843                             | 6011                             |
| 0001      | Бачинива (исп. Bachíniva) 28°46′07″ с. ш. 107°15′13″ з. д.                   | 2084                             | 2109                             |
| 0014      | Эль-Порвенир (исп. El Porvenir) 28°51′21″ с. ш. 107°07′43″ з. д.             | 1012                             | 1071                             |
| 0002      | Абраам-Гонсалес (исп. Abraham Gonnzález) 28°58′33″ с. ш. 107°25′46″ з. д.    | 583                              | 560                              |
| 0018      | Сан-Блас (исп. San Blas) 28°56′21″ с. ш. 107°20′05″ з. д.                    | 361                              | 352                              |
| 0011      | Франсиско-Мадеро (исп. Francisco I. Madero) 28°54′52″ с. ш. 107°18′42″ з. д. | 259                              | 318                              |

## Экономика
По статистическим данным 2000 года, работоспособное население занято по секторам экономики в следующих пропорциях: сельское хозяйство, скотоводство и рыбная ловля — 56,6 %, промышленность и строительство — 15,7 %, сфера обслуживания и туризма — 24,2 %, прочее — 3,5 %.

## Инфраструктура
По статистическим данным 2010 года, инфраструктура развита следующим образом:
- электрификация: 98,7 %;
- водоснабжение: 94,6 %;
- водоотведение: 86,9 %.

## Фотографии

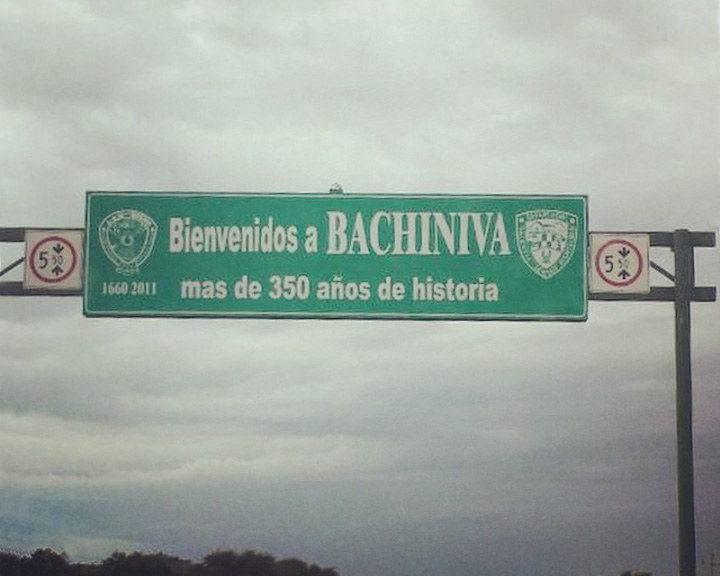
Указатель на въезде
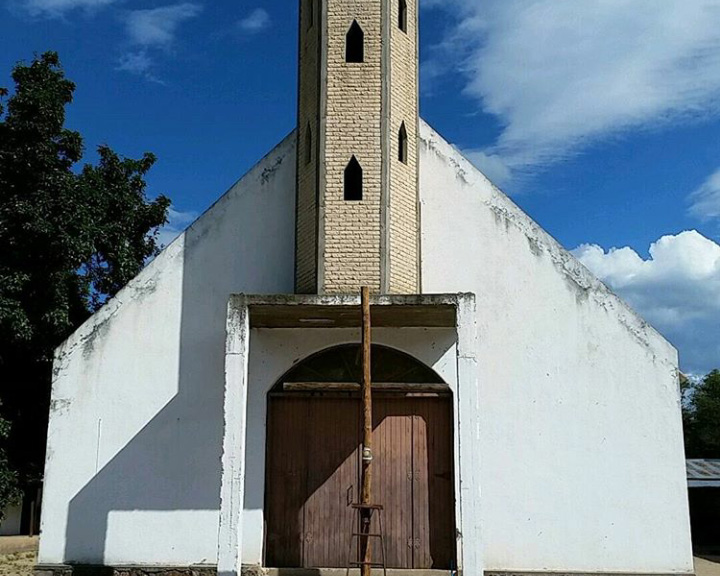
Церковь в Бачиниве